# ТЭЦ Польковице
ТЭЦ Польковице (ЭС-2) – теплоэлектроцентраль в одноименном городе на юго-западе Польши.
По состоянию на 2017 год энергетический объект на площадке медной шахты в Польковицах использовал два установленные сосновецкой компанией Fakop в 1970 году угольные паровые котлы OR-32 (станционные номера 3 и 4). От них питался запущенный в 1973 году турбоагрегат мощностью 10,4 МВт, который состоял из турбины компании Jugoturbina и генератора вроцлавского завода Dolmel. Кроме того, работали четыре из семи поставленных в 1969–1982 годах рацибужской компанией Rafako угольных водогрейных котлов WR-25 (два мощностью по 29 МВт и два — по 36 МВт). Общая тепловая мощность указанной конфигурации составляла 166 МВт.
В 2014 году на станции построили парогазовый энергоблок комбинированного цикла мощностью 42 МВт. Его оснастили двумя газовыми турбинами Turbomach Titan 130 мощностью по 14,7 МВт, которые через котлы-утилизаторы Aalborg питают одну паровую турбину Siemens мощностью 12,6 МВт. Помимо производства электроэнергии, блок способен поставлять 40 МВт тепловой энергии. В качестве топлива он использует природный газ с высоким содержанием азота из месторождения.
Для удаления продуктов сгорания построили дымоход высотой 220 метров.